# مارتین جایلز
مارتین جایلز (انگلیسی: Martin Giles؛ زادهٔ ۱ ژانویهٔ ۱۹۷۹) بازیکن فوتبال اهل بریتانیا است.